# Grandhan
Grandhan (en wallon Grande-Han, en néerlandais Groothan) est une section de la ville belge de Durbuy située en Région wallonne dans la province de Luxembourg. Grandhan n'est une commune de la province de Luxembourg que depuis 1839. Elle faisait partie avant cela du département de Sambre-et-Meuse. Elle fut créée en 1826 par la réunion des communes de Grandhan et Les Enneilles. C'était une commune à part entière avant la fusion des communes de 1977.

## Géographie

### Hameaux
La section est composée de Grandhan, Petit-Han, Grande-Enneille et Petite-Enneille, ainsi que les hameaux de Rome, Chêne-à-Han, le Marteau, Favenalle, Rahet et Moulin d'Enneille.

## Évolution démographique
- Source: DGS recensements population

## Histoire
Occupées dès le Néolithique, les rives de l'Ourthe aux environs de Grandhan jouent un rôle de premier plan dans la région à partir du Ier siècle. La chaussée romaine de Metz à Tongres passait dans le hameau de Chêne-à-Han.
À l'époque mérovingienne, une « Villa Chambo » est attestée au VIIe siècle. En 692, Pépin de Herstal fait don à l'abbaye de Stavelot d'une villa à Lierneux, et de ses dépendances à Unalia (Enneille).

## Patrimoine et culture

### Patrimoine architectural

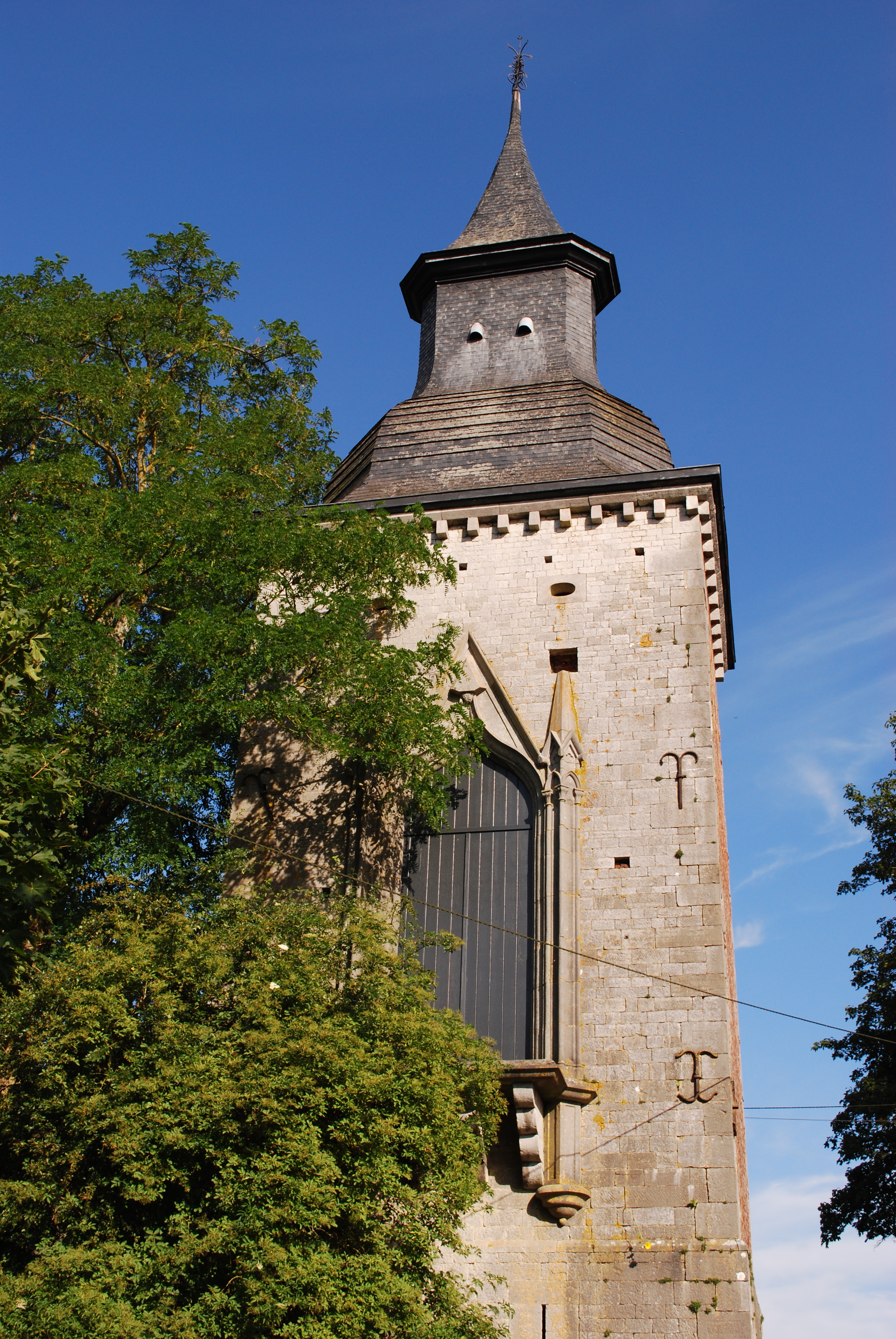
La tour de Justice au château-ferme de Grandhan.

- Église Saint-Georges : sur un petit promontoire à proximité du château-ferme de Grandhan, l’église Saint-Georges a été partiellement rebâtie au milieu du XVIIIe siècle : la nef et le chœur s’appuient sur la tour de l’église antérieure (XIIIe  ou  XIVe siècle).
- Château-ferme et vieille tour de Grandhan : siège d'une exploitation agricole en activité, le château-ferme date dans son état actuel du XVIIe siècle. La vieille tour, dite Tour de Justice, a été classée le 25/11/1963.

- Église Sainte-Marguerite à Grande-Enneille : classée en 1976, l’église Sainte-Marguerite des Enneilles a été bâtie au XVIIe siècle. L’édifice constitue un bel exemple de la continuité du style gothique jusqu’à l’aube du XVIIIe siècle.